# 剛柔拳
剛柔拳又稱剛柔法，溫州南拳的一種。為浙江平陽人楊紹水(1890年-1968年)所傳，楊從師徐玉招，學習剛柔法和正骨，藝成後以行醫為業，為貧苦大眾義診。並把功夫傳給兒子楊志光和弟子梅益本等人。
剛柔法其特點手法多變、進退靈活、手法快速、擅發長勁。顧名思義，動作剛柔相濟。
主要套路有船拳、斬戰拳、十字斬戰拳、裁手斬戰拳、小三戰、中四平、小五指等、器械有：羅漢搬棒、梨花棍、鉄尺、板凳花、丈二棒等。